# Michel Peytel
Pour les articles homonymes, voir Peytel.
Michel Peytel, né le 24 octobre 1919 à Paris et décédé le 2 octobre 1973 à Boulogne-Billancourt, est un homme politique français, député de la Seine.

## Biographie
Officier, issu de Saint-Cyr, il s'engage dans la résistance, au sein du mouvement Ceux de la Libération. Il est arrêté en 1943, et déporté, d'abord à Buchenwald, puis à Mathausen. Son action pendant la seconde guerre mondiale lui vaut la légion d'honneur.
Après son retour en France, il s'engage en politique au sein du Parti républicain de la Liberté.
Candidat en deuxième position sur la liste de droite menée par Étienne de Raulin Laboureur dans la quatrième circonscription de la Seine en novembre 1946, il est élu député, à l'âge de vingt-sept ans.
Parlementaire actif, il intervient d'abord sur les dossiers en lien avec la seconde guerre mondiale. Il rédige notamment en mai 1947 un rapport sur la commémoration du débarquement de Normandie.
Mais c'est surtout sur l'automobile qu'il développe une intense activité. Il défend ainsi en 1948 l'idée d'un plan national d'équipement automobile et, à plusieurs reprises, entre 1949 et 1951, le projet d'un pipe-line entre la Manche et la région parisienne.
Comme la plupart des élus du PRL, il défend une vision libérale de l'économie et s'oppose ainsi au « dirigisme » dont lui semble faire preuve la coalition du tripartisme.
Passé au RPF, il figure en deuxième position sur la liste menée par Louis Vallon en 1951, et est réélu. Pendant cette législature, il est secrétaire de l'assemblée nationale.
Il dépose une proposition de loi élargissant l'amnistie pour faits de collaboration, en août 1951.
Mais ce sont toujours les questions relatives à l'automobile qui le mobilisent. Il dénonce ainsi en 1953 l'insuffisance des crédits pour l'entretien des routes et autoroutes.
Passé chez les Républicains sociaux après la mise en sommeil du RPF, il fait les frais de l'échec de la liste sur laquelle il figure en 1956 et n'est pas réélu.
Il s'éloigne alors un peu de la politique et prend la direction de la revue Moteurs.
En 1958, cependant, ce gaulliste convaincu se présente aux législatives, et retrouve, dans la circonscription de Charenton, un mandat de député, avec l'étiquette de l'UNR.
Sa carrière politique s'arrête cependant en 1962, lorsqu'il est battu par Raoul Bleuse.
Michel Peytel s'oriente alors dans la domaine de la publicité dans lequel il mène une carrière couronnée de succès. En 1967, il devient délégué général de la Confédération de la publicité française, et ensuite vice-président de l'association des agences conseils en publicité.
Il meurt prématurément dans un accident, à l'âge de cinquante-trois ans.

## Distinctions

### Décorations
- Commandeur de la Légion d'honneur[2].
- Croix de guerre 1939-1945 (3 citations)
- Médaille de la Résistance.